# گربه‌ماهی کوهی
گربه‌ماهی کوهی (نام علمی: Nematogenys inermis) نام یک گونه از راسته گربه‌ماهی‌سانان است.